# Regra da maioria
Na teoria da escolha social, a regra da maioria (RM) é uma regra de escolha social que diz que, ao comparar duas opções (como projetos de lei ou candidatos), a opção preferida por mais da metade dos eleitores (a maioria) deve vencer.
Na filosofia política, a regra da maioria é uma das duas principais noções concorrentes de democracia. A alternativa mais comum é dada pela regra utilitária (ou outras regras assistencialistas), que identificam o espírito da democracia liberal com a igual consideração de interesses. Embora as duas regras possam divergir em teoria, filósofos políticos, como James Mill, argumentaram que as duas podem ser reconciliadas na prática, sendo a regra da maioria uma aproximação válida à regra utilitária sempre que os eleitores partilham preferências igualmente fortes. Esta posição encontrou forte apoio em muitos modelos de escolha social, onde o vencedor socialmente ótimo e o vencedor preferido pela maioria muitas vezes se sobrepõem.
A regra da maioria é a regra de escolha social mais comum em todo o mundo, sendo amplamente utilizada em assembleias deliberativas para decisões dicotômicas, por exemplo, se deve ou não aprovar um projeto de lei. Os referendos obrigatórios em que a questão é sim ou não também são geralmente decididos por maioria. É uma das regras básicas do procedimento parlamentar, conforme descrito em manuais como o Robert's Rules of Order.